# يو هاياشي
يو هاياشي (林勇 هاياشي يو) هو مؤدي أصوات ياباني ولد في 2 أبريل 1983م في زاما، كاناغاوا.

## أدواره في الأنمي

### مسلسلات أنمي تلفزيونية
- مغامرة جوجو الغريبة - سموكي براون
- هايكيو!! - ريونوسكي تاناكا
- هايكيو!! الموسم الثاني - ريونوسكي تاناكا
- هايكيو!! ثانوية كاراسونو في مواجهة أكاديمية شيراتوريزاوا - ريونوسكي تاناكا
- هايكيو!! TO THE TOP - ريونوسكي تاناكا
- تايغر آند باني - بومبيمان
- الرمية الكبرى - توشيهيكو مايكاوا
- كرة سلة كوروكو - شيغيهيرو أوغيوارا
- بونغو ستراي دوغز - ميتشيزو تاتشيهارا
- أوشيو و تورا - شاغاكوشا (أيام الصبا)
- فتيان التشجيع!! - كوجي تونو
- بيغ أوردر - أياهيتو سوندان
- لاف ستيج!! - ميابي ساوتومي
- وكالة موهيو و روجي لمباحث الغرائب - جيرو كوسانو/روجي
- طوكيو ريفينجرز - مانجيرو سانو/مايكي
- بنانا فيش - أبراهام دوسون
- موب سايكو 100 - تسويوشي إيدانو
- جوجوتسو كايسن - تاكوما إينو

## أدواره في ألعاب الفيديو
- سلسلة كينغدوم هارتس
  - كينغدوم هارتس II - بيتر بان
  - كينغدوم هارتس بيرث باي سليب - بيتر بان
- هايكيو!! رابط! طلة القمة!! - ريونوسكي تاناكا
- هايكيو!! كروس تيم ماتش! - ريونوسكي تاناكا
- جادمنت - إيسّي هوشينو

## أدواره في الدبلجة اليابانية
- ستيفن البطل - ستيفن يونيفرس
- كوري إن ذا هاوس - نيوت
- بيرسي جاكسون والأوليمبونس: لص البرق - غروفر أندروود
- بيرسي جاكسون: بحر من الوحوش - غروفر أندروود
- السنافر - سنفور خباز
- سمولفيل - بيت روس
- اضطراب - كيل بريكت
- عودة إلى أرض الأحلام - بيتر بان
- مزايا أن تكون خجولا - تشارلي

## وصلات خارجية
- يو هاياشي على موقع ميوزك برينز (الإنجليزية)
- يو هاياشي على موقع ميوزك برينز (الإنجليزية)
- يو هاياشي على موقع ميوزك برينز (الإنجليزية)